# Jean-Claude Trichet
Pour les articles homonymes, voir Trichet.
Ne pas confondre avec Claude Trichet, nom d'emprunt du milicien Paul Touvier durant sa cavale.
Jean-Claude Trichet, né le 20 décembre 1942 dans le 4e arrondissement de Lyon, est un haut fonctionnaire français. Après avoir été directeur du Trésor de 1987 à 1993, gouverneur de la Banque de France de 1993 à 2003, il est président de la Banque centrale européenne de 2003 à 2011.

## Biographie

### Jeunesse et études
Jean-Claude Trichet est né le 20 décembre 1942 à Lyon. Son père, Jean Trichet, est enseignant, normalien, ami de Georges Pompidou et de Léopold Sédar Senghor,. Il a aussi été membre du premier cabinet civil du Maréchal Pétain.
Il est élève à Paris au lycée Fénelon Sainte-Marie puis au lycée Condorcet. Il devient ensuite ingénieur civil de l'École nationale supérieure des mines de Nancy (promotion 1961) et obtient une maîtrise en sciences économiques à l'université de Paris en 1966. Lors de ce cursus, il effectue un stage dans une mine de charbon dans le nord de la France, ainsi que dans une entreprise métallurgique. Il indique avoir été membre du PSU « entre 19 et 20 ans ».
Il est ensuite diplômé de l'IEP de Paris (1966, section Service Public) et est élève de l'École nationale d'administration (ENA) de 1969 à 1971, sur le conseil de Michel Rocard. Il fait partie de la promotion Thomas More de l'ENA, avec Michel Bon, Jean-Louis Bianco, Marc Tessier, Claude Guéant, Alain Richard, François d'Aubert et Jean-Paul Huchon, entre autres. Il est surnommé « Justix » pour ses prises de position en faveur de l'équité. 
Il est aussi conseiller pour le think-tank transatlantique European Horizons.

### Parcours professionnel

#### Haute fonction publique
Il commence sa carrière comme inspecteur des Finances. Il occupe dès lors différents postes au ministère des finances, à l’Inspection générale des finances, puis à la Direction du Trésor où il devient, en 1976, secrétaire général du Comité interministériel pour l’aménagement des structures industrielles (CIASI).
En 1978, Jean-Claude Trichet est nommé conseiller économique au cabinet du ministre de l’économie puis, la même année, conseiller du président de la République (Valéry Giscard d’Estaing). À ce titre, il travaille de 1978 à 1981 sur les dossiers de l’énergie, de l’industrie, de la recherche et de la microéconomie,.
De 1985 à 1993, Jean-Claude Trichet est président du Club de Paris.
En 1986, il est directeur de cabinet d'Édouard Balladur au ministère des Finances. Entre 1987 et 1993, il est directeur du Trésor et gouverneur suppléant du Fonds Monétaire International. Il est président du Comité monétaire européen de 1992 à 1993.

#### Gouverneur de la Banque de France
En 1993, il devient gouverneur de la Banque de France,, Comme directeur du Trésor et comme gouverneur de la Banque de France, il a mis en œuvre la stratégie française de « désinflation compétitive » dans les années 1980 et 1990. À la fin des années 1990, il lance l’idée des « Principes pour des flux de capitaux stables et une restructuration équitable de la dette dans les pays émergents », qui seront adoptés par la Communauté internationale au début des années 2000.
Le 29 juin 2003, Jean-Claude Trichet est élu président des gouverneurs des banques centrales du Groupe des Dix (G-10). Il est également élu président des banquiers centraux de la Réunion de l’économie globale (Global Economy meeting) et président du groupe des gouverneurs et des responsables de la supervision bancaire (Governors and Heads of Supervision (GHOS).

#### Président de la Banque centrale européenne
Il est nommé président de la Banque centrale européenne le 16 octobre 2003, d’un commun accord, par les chefs d’État ou de gouvernement des États membres ayant adopté l’euro, pour une durée de huit ans. Sa nomination prend effet à compter du 1er novembre 2003, succédant à Wim Duisenberg, il devient le deuxième président de la Banque centrale européenne. Depuis fin 2010 et jusqu’au 31 octobre 2011, M. Trichet est président du Comité européen du risque systémique (CERS). À cette époque, il note que l'endettement des ménages et des particuliers augmente de 8 % par an en moyenne et considère que l'augmentation trop rapide de l'endettement privé pourrait se traduire par une crise ultérieure de surendettement. Malgré ses alertes, l'opposition au sein du bureau de la BCE ne prend aucune mesure concrète de régulation du crédit, notamment du crédit immobilier. La BCE n'impose également aucune mesure de prudence aux banques prêteuses.
Il préconise un alignement de la France sur les réformes économiques adoptées en Allemagne. Il fait de la réduction de l'inflation sa priorité, y compris au moyen de politiques d’austérité, ce qui aurait eu pour effet de contribuer à démanteler le tissu industriel français.
Selon le journal L'Express, la rémunération de Jean-Claude Trichet en tant que président de la Banque centrale européenne à Francfort est de 345 252 €, auxquels s'ajoutent la résidence et les frais de représentation. En 2007, le Financial Times le déclare personnalité de l'année pour sa gestion de la crise financière de l'été 2007 qui se révèlera être la première étape de la crise des subprimes,.
Le 1er novembre 2011, il cède sa place à Mario Draghi, ancien président de la Banque centrale italienne. Pendant son passage à la tête de la Banque centrale européenne, son principal objectif est de lutter contre l'inflation. Il prit la décision, en pleine crise économique, d’augmenter les taux d’intérêts de la zone euro en juillet 2008 et en avril 2011.
Le 26 janvier 2012, le Conseil d’administration d’EADS a approuvé la nomination de Jean-Claude Trichet en remplacement d’Arnaud Lagardère au Conseil, où il représentera (avec Dominique d’Hinnin, directeur financier de Lagardère SCA) la Sogeade, structure qui porte les intérêts des actionnaires français.
Pour l'universitaire Frédéric Lebaron, Jean-Claude Trichet « est le plus célèbre et le plus influent d'entre tous » les experts issus de l’inspection des finances. Il est membre d'honneur de l'Institut Aspen France,. Il est administrateur de l'Institute for International Economics un important think tank de Washington. Il est membre du comité de direction du groupe Bilderberg. Il est membre du club Le Siècle. Jean-Claude Trichet est le président en exercice du groupe européen de la Commission trilatérale et président d'honneur du Group of Thirty. Il est président du Conseil d’administration de l’ Institut Bruegel de Bruxelles.

### Parcours professoral
Jean-Claude Trichet a enseigné l'économie à l'Institut d'études politiques de Paris. Richard Descoings le cite comme l'un des grands économistes à avoir enseigné la macroéconomie au sein de l'école.

## Critiques
En juillet 2000, il est mis en examen pour « complicité de diffusion de fausses informations au marché et complicité de présentation et publication de comptes sociaux inexacts » dans l’affaire du Crédit Lyonnais (devenu LCL). Il est renvoyé en correctionnelle le 16 juillet 2002 puis relaxé par le tribunal correctionnel de Paris avec Jacques de Larosière le 18 juin 2003. La Cour d'appel de Paris confirme la relaxe le 23 février 2005. Le 17 mai 2006, la Cour de cassation rejette définitivement les pourvois formés contre l’arrêt de la cour d’appel de Paris.
En janvier 2003, Jean-Claude Trichet a été soupçonné avec huit autres accusés d'irrégularités au Crédit lyonnais. Il était responsable du trésor français à cette époque. Il est blanchi en juin 2003.
Il a été critiqué[Par qui ?] pour la manière dont la BCE a répondu à la récession liée à la crise économique des années 2000, en mettant l'accent sur la stabilité des prix plutôt que sur la reprise et la croissance. On lui a également reproché d'avoir refusé de répondre à une question sur un possible conflit d'intérêts concernant l'implication de son successeur Mario Draghi à Goldman Sachs, avant qu'il ne prenne la tête de la BCE.
Il s'attire l'opposition de la délégation française de l’Assemblée parlementaire du Conseil de l’Europe pour avoir refusé de parler en français, ce qui lui vaut en 2004 l'obtention d'un prix parodique,.

## Publication[11]

### Ouvrage
- Recréer le système monétaire international en collaboration avec Jacques de Larosière, Jean Baechler, Michel Pebereau, Hermann, 2015
- Les Lumières: hier, aujourd’hui, demain, Sciences et société, ouvrage collectif, Hermann, 2014
- La monnaie pourquoi? Bayard Adulte, 2013
- Notice sur la vie et les travaux de Pierre Messmer, 1916-2007 lue le lundi 5 décembre 2011, Institut de France, Académie des sciences morales et politiques, Palais de l’Institut 2011
- La Banque nationale de Belgique, du Franc Belge à l’Euro, Racine Lanoo, 2006

#### Préface
- Un Président devrait faire ça – Mesures d’urgence pour le nouveau quinquennat, sous la direction de  Philippe Dessertine (Cercle Turgot), Editions Telemaque, 2022.
- Le patriotisme économique a-t-il un sens aujourd’hui ? , sous la direction de Christian de Boissieu et Dominique Chesneau, Maxima, 2020
- The Value of Money, Controversial Economic Cultures in Europe: Italy and Germany, sous la direction de Francesco Papadia, Villa Vigoni, 2020
- La dette : potion magique ou poison mortel ?, sous la direction de Philippe Dessertine (Cercle Turgot), Editions Telemaque, 2020.
- Paroles d’euro  sous la direction de Jean-Claude Trichet et Christian de Boissieu avec comme auteurs Pierre Bellon, Daniel Bernard, Michel Bon, Dany Breuil, Pierre Drachline, Bernard Esambert, Paul Hermelin, Maurice Levy , Jacques Maillot, Serge Marti, Michel Prada, Franck Riboud, Pierre Richard, Louis Schweitzer,  Jean-François Théodore, Alain Touraine, Claude Vallon, Marc Viénot, Cherche midi 2019
- La descente aux enfers de la finance, Georges Ugeux, Odile Jacob,2019.
- La vulnérabilité du système financier mondial, Pierre Cailleteau, Economica, 2018.
- Dessine-moi une Europe qui donne envie (Courage : Ich wünsch’ mir ein Europa, das begeistert), Axel Rückert, Le Bord de l’Eau (Dietz Verlag), 2017.
- La crise financière et la fin de l’Ancien Régime, Jean-Pierre Patat, Editions Bernard Giovanangeli, 2015.
- The Future of economic and monetary union in the light of Pierre Werner’s legacy, ouvrage collectif, P.I.E. Peter Lang, 2014.
- Capital markets, derivations and the law: evolution after crisis,   Alan N. Rechtschaffen, Oxford University Press, 2014.
- Comment la régulation financière peut-elle sortir l’Europe de la crise ? François-Gilles Le Theule, Paolo Bailo, ENA,2014.
- Politique monétaire : stratégies et défis, Christian Pfister, François Drumetz, De Boeck,2010.
- The external dimension of the Euro area : assessing the linkages, Filippo Di Mauro, Robert Anderton, Cambridge University Press,2008.
- Stabilité financière et Banques centrales, André Icard, Economica,2007.
- Sortir de l’engrenage de la dette, David Lawson (Le Club de Paris), L’Harmattan,2004.
- Les billets de la Banque de France et du Trésor : 1800 – 2002, Claude Fayette, Fayette,2004.
- Code monétaire et financier,  Alice Pezard, Juris Code,2004.
- Sauvez l’or de la Banque de France  ! l’incroyable périple,  1940-1945, Tristan Gaston-Breton, Cherche-Midi,2002.
- L’Art du billet : billets de la Banque de France 1800-2000, Banque de France, Musée Carnavalet,2000.
- Banque de France. Deux siècles d’histoire, Tristan Gaston Breton, Cherche Midi, 1999
- Couverture des risques de change et de taux dans l’entreprise, Charles de la Baume, André Rousset, Charles-Henri Taufflieb, Economica, 1999.
- La réglementation bancaire, Pierre-Henri Cassou, SEFI,1997.

## Famille
Il est marié à une diplomate et il a deux fils, Alexis, directeur marketing chez Orange, et Nicolas, musicien et producteur de musique électronique au sein du duo français Archigram.

## Distinctions
- Il est élu membre de l'Académie des sciences morales et politiques au siège de Pierre Messmer le 22 février 2010[11]
- Il est président du groupe européen au sein de la Commission trilatérale depuis 2012[40].
- Il est Gouverneur honoraire de la Banque de France (depuis le 8 mars 2012)[41].

### Décorations
- Commandeur de la Légion d'honneur[42]
- Officier de l'ordre national du Mérite (France)[43]
- Grand-croix, 1re classe de l'ordre du Mérite
- Chevalier grand-croix de l'ordre du Lion d'or de la maison de Nassau (Pays-Bas)[44]
- Grand-croix de l'ordre de l'Infant Dom Henri (Portugal)[45]
- Grand cordon de l'ordre du Soleil levant (Japon)[46]

Autres distinctions honorifiques étrangères : commandeur ou grand officier ou grand-croix des ordres nationaux du Mérite argentin, autrichien, belge, brésilien, équatorien, ivoirien et yougoslave.

### Prix
- Policy maker of the year, The International Economy magazine (1991 et 2007)[47],[11].
- Prix Zerilli-Marimo de l'Académie des sciences morales et politiques (1999)[47].
- Prix international Pico della Mirandola (2002)[47].
- Prix franco-allemand de la Culture (2006) - Deutsch-Französischer Kulturpreis (2006)[47].
- Médaille d’or Ludwig-Erhard (en 2007)[48].
- Man of the year du Financial Times pour sa gestion de la crise du subprime (2007)[20].
- « Banquier européen de l’année 2007 » par le groupe « 20+1 »[11].
- « Banquier central de l’année 2008 » par « Euromoney »[11].
- « Banquier central de l’année » par la revue The Banker (2008)[11]
- n°5 dans la liste des personnalités les plus influentes du monde (World Most Powerful) établie par Newsweek (2008)[11].
- n°5 dans la liste des personnalités les plus influentes dans le domaine financier (Most powerful figures in finance) de la revue Institutional Investors (2008)[11].
- l’une des « Cinquante personnes ayant influencé la décennie » (Fifty faces that shaped the decade) du Financial Times en décembre 2009[11].
- Vision pour l'Europe Award (2008)[11].
- l’une des personnalités les plus importantes dans le monde de Time Magazine en 2011 (Most influential people in the world)[11].
- Prix international Charlemagne d'Aix-la-Chapelle attribué pour son engagement en faveur de l’unité européenne (2011)[49],[11]
- Prix de l’économie mondiale 2011 du Kiel Institute (2011)[11]
- « Collier du Mérite Européen » à Luxembourg (2013)[11]
- « Lifetime Achievement Award for Economic Policy » de l’Association américaine des économistes d’entreprises (NABE) lui a été remise à Washington (2014)[11].
- prix pour réalisations exceptionnelles dans le domaine monétaire de la « Monetärer Workshop », Francfort (2016)[11].
- Les universités de Liège, Stirling, Montréal, Tel Aviv, Bologne et Sofia ont conféré à Jean-Claude Trichet le titre de  docteur honoris causa[47],[11].

### Sources
- Dictionnaire historique des inspecteurs des Finances 1801-2009, Institut de la gestion publique et du développement économique, 2012